# مالا کوسانیتسا
مالا کوسانیتسا (به صربی: Mala Kosanica) یک منطقهٔ مسکونی در صربستان است که در کورشوملیا واقع شده‌است. مالا کوسانیتسا ۱۳۰ نفر جمعیت دارد.